# Rally de Nueva Zelanda de 2010
El Rally de Nueva Zelanda de 2010, oficialmente 40th Rally of New Zealand fue la 40 edición y la quinta ronda de la temporada 2010 del Campeonato Mundial de Rally. Se celebró en los alrededores de Auckland (North Island) entre el 7 y el 9 de mayo y contó con un itinerario de veintiún tramos sobre tierra que sumaban un total de 396.50 km cronometrados.

## Itinerario y ganadores
| Día           | Tramo | Hora  | Tramo               | Distancia | Ganador                        | Tiempo  | Vel. media  | Líder rally        |
| ------------- | ----- | ----- | ------------------- | --------- | ------------------------------ | ------- | ----------- | ------------------ |
| 1 (7 de mayo) | SS1   | 09:03 | Waipu Gorge         | 11.09 km  | Petter Solberg                 | 6:34.8  | 101.12 km/h | Petter Solberg     |
| 1 (7 de mayo) | SS2   | 09:26 | Brooks 1            | 13.60 km  | Sébastien Ogier                | 8:13.7  | 99.17 km/h  | Petter Solberg     |
| 1 (7 de mayo) | SS3   | 10:19 | Bull 1              | 32.56 km  | Dani Sordo                     | 20:50.9 | 93.71 km/h  | Dani Sordo         |
| 1 (7 de mayo) | SS4   | 11:02 | Cassidy 1           | 22.20 km  | Dani Sordo                     | 12:47.5 | 104.13 km/h | Dani Sordo         |
| 1 (7 de mayo) | SS5   | 13:38 | Springfield         | 9.87 km   | Sébastien Ogier                | 5:36.5  | 105.59 km/h | Sébastien Ogier    |
| 1 (7 de mayo) | SS6   | 14:11 | Brooks 2            | 13.60 km  | Sébastien Ogier                | 7:56.5  | 102.75 km/h | Sébastien Ogier    |
| 1 (7 de mayo) | SS7   | 14:59 | Bull 2              | 32.56 km  | Sébastien Loeb                 | 20:01.1 | 97.59 km/h  | Jari-Matti Latvala |
| 1 (7 de mayo) | SS8   | 15:42 | Cassidy 2           | 22.20 km  | Petter Solberg                 | 12:15.2 | 108.71 km/h | Petter Solberg     |
| 1 (7 de mayo) | SS9   | 18:45 | SSS Auckland Domain | 1.50 km   | Sébastien Loeb Sébastien Ogier | 1:06.4  | 81.33 km/h  | Petter Solberg     |
| 2 (8 de mayo) | SS10  | 07:43 | New Franklin 1      | 20.82 km  | Sébastien Loeb                 | 11:39.9 | 107.09 km/h | Sébastien Ogier    |
| 2 (8 de mayo) | SS11  | 08:33 | Baker 1             | 21.42 km  | Sébastien Loeb                 | 12:45.6 | 100.72 km/h | Sébastien Ogier    |
| 2 (8 de mayo) | SS12  | 09:11 | Te Akau Coast 1     | 30.89 km  | Sébastien Loeb                 | 18:08.3 | 102.18 km/h | Sébastien Ogier    |
| 2 (8 de mayo) | SS13  | 11:46 | SSS Hampton Downs 1 | 4.68 km   | Sébastien Ogier                | 2:38.3  | 106.43 km/h | Sébastien Ogier    |
| 2 (8 de mayo) | SS14  | 12:49 | New Franklin 2      | 20.82 km  | Sébastien Loeb                 | 11:14.5 | 111.12 km/h | Sébastien Ogier    |
| 2 (8 de mayo) | SS15  | 13:39 | Baker 2             | 21.42 km  | Sébastien Loeb                 | 12:05.1 | 106.35 km/h | Sébastien Ogier    |
| 2 (8 de mayo) | SS16  | 14:17 | Te Akau Coast 2     | 30.89 km  | Sébastien Loeb                 | 17:26.2 | 106.29 km/h | Sébastien Ogier    |
| 2 (8 de mayo) | SS17  | 15:59 | SSS Hampton Downs 2 | 4.68 km   | Sébastien Ogier                | 2:36.3  | 107.79 km/h | Sébastien Ogier    |
| 3 (9 de mayo) | SS18  | 08:38 | Te Hutewai 1        | 11.13 km  | Mikko Hirvonen                 | 7:53.5  | 84.62 km/h  | Sébastien Loeb     |
| 3 (9 de mayo) | SS19  | 09:11 | Whaanga Coast 1     | 29.67 km  | Petter Solberg                 | 21:27.9 | 82.94 km/h  | Sébastien Ogier    |
| 3 (9 de mayo) | SS20  | 10:51 | Te Hutewai 2        | 11.13 km  | Sébastien Loeb                 | 7:30.9  | 88.86 km/h  | Sébastien Ogier    |
| 3 (9 de mayo) | SS21  | 11:24 | Whaanga Coast 2     | 29.67 km  | Dani Sordo                     | 20:49.3 | 85.50 km/h  | Jari-Matti Latvala |

## Clasificación final
| Pos.     | Piloto             | Copiloto             | Automóvil                | Tiempo    | Diferencia | Puntos  |
| General  | General            | General              | General                  | General   | General    | General |
| -------- | ------------------ | -------------------- | ------------------------ | --------- | ---------- | ------- |
| 1.       | Jari-Matti Latvala | Miikka Anttila       | Ford Focus RS WRC 09     | 4:04:09.8 | 0.0        | 25      |
| 2.       | Sébastien Ogier    | Julien Ingrassia     | Citroën C4 WRC           | 4:04:12.2 | 2.4        | 18      |
| 3.       | Sébastien Loeb     | Daniel Elena         | Citroën C4 WRC           | 4:04:25.0 | 15.2       | 15      |
| 4.       | Mikko Hirvonen     | Jarmo Lehtinen       | Ford Focus RS WRC 09     | 4:04:31.1 | 21.3       | 12      |
| 5.       | Dani Sordo         | Marc Martí           | Citroën C4 WRC           | 4:04:35.6 | 25.8       | 10      |
| 6.       | Matthew Wilson     | Scott Martin         | Ford Focus RS WRC 08     | 4:07:35.8 | 3:26.0     | 8       |
| 7.       | Henning Solberg    | Ilka Minor           | Ford Focus RS WRC 08     | 4:10:25.1 | 6:15.3     | 6       |
| 8.       | Jari Ketomaa       | Mika Stenberg        | Ford Fiesta S2000        | 4:14:29.1 | 10:19.3    | 4       |
| 9.       | Federico Villagra  | Jorge Pérez Companc  | Ford Focus RS WRC 08     | 4:14:59.6 | 10:49.8    | 2       |
| 10.      | Xavier Pons        | Alex Haro            | Ford Fiesta S2000        | 4:15:23.2 | 11:13.4    | 1       |
| SWRC     |                    |                      |                          |           |            |         |
| 1. (8.)  | Jari Ketomaa       | Mika Stenberg        | Ford Fiesta S2000        | 4:14:29.1 | 0.0        | 25      |
| 2. (10.) | Xavier Pons        | Alex Haro            | Ford Fiesta S2000        | 4:15:23.2 | 54.1       | 18      |
| 3. (11.) | Martin Prokop      | Jan Tománek          | Ford Fiesta S2000        | 4:15:43.1 | 1:14.0     | 15      |
| 4. (12.) | Patrik Sandell     | Emil Axelsson        | Škoda Fabia S2000        | 4:16:08.5 | 1:39.4     | 12      |
| 5. (13.) | Nasser Al-Attiyah  | Giovanni Bernacchini | Škoda Fabia S2000        | 4:16:43.9 | 2:14.8     | 10      |
| PWRC     |                    |                      |                          |           |            |         |
| 1. (14.) | Hayden Paddon      | John Kennard         | Mitsubishi Lancer Evo IX | 4:19:28.8 | 0.0        | 25      |
| 2. (17.) | Emma Gilmour       | Glenn MacNeall       | Subaru Impreza WRX STi   | 4:22:44.2 | 3:15.4     | 18      |
| 3. (20.) | Kingsley Thompson  | Malcolm Peden        | Mitsubishi Lancer Evo X  | 4:28:38.8 | 9:10.0     | 15      |
| 4. (26.) | Toshi Arai         | Daniel Barritt       | Subaru Impreza WRX STi   | 4:37:39.3 | 18:10.5    | 12      |
| 5. (27.) | Gianluca Linari    | Paolo Gregoriani     | Subaru Impreza WRX STi   | 4:38:54.1 | 19:25.3    | 10      |
| 6. (35.) | Paulo Nobre        | Edu Paula            | Mitsubishi Lancer Evo X  | 5:07:02.3 | 47:33.5    | 8       |